# ARA Patagonia (1885)
Lo ARA Patagonia fu un incrociatore corazzato della Armada de la República Argentina, unico della sua classe, costruito presso lo Stabilimento Tecnico Triestino di Trieste, allora facente parte dell'Impero austro-ungarico, ed entrato in servizio il 19 novembre 1886.

## Storia

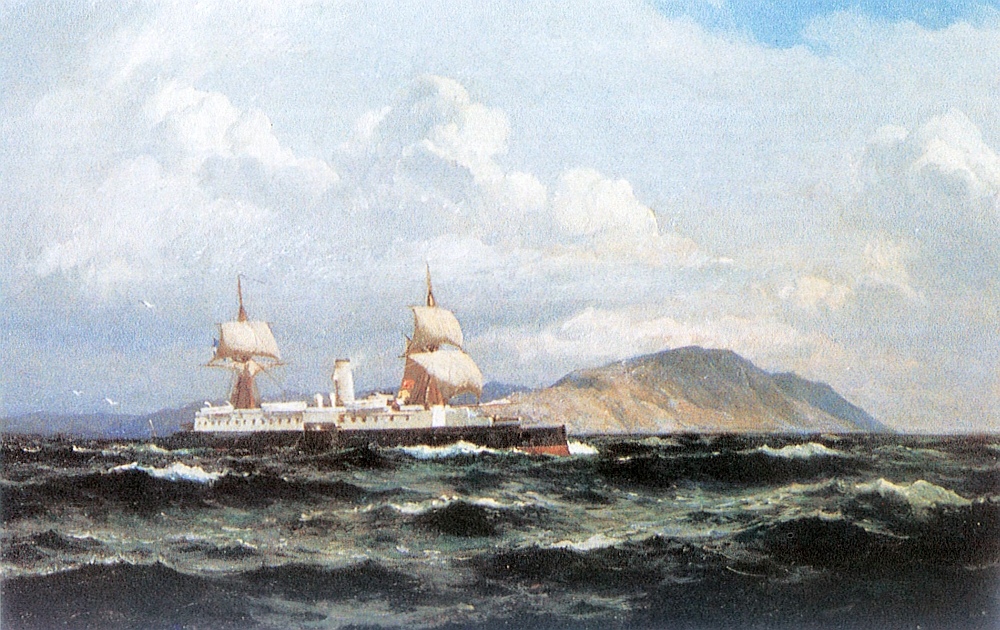
L'incrociatore ARA Patagonia in navigazione, con la velatura ausiliaria spiegata. Un dipinto di Eduardo De Martino del 1890.

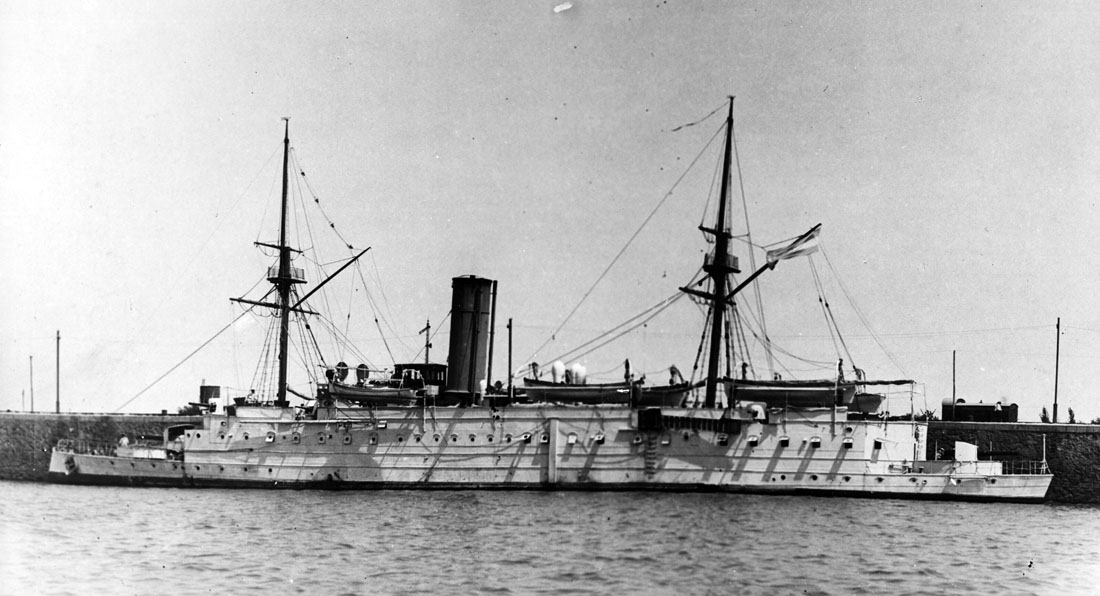
L'incrociatore ARA Patagonia fotografato nel 1887.

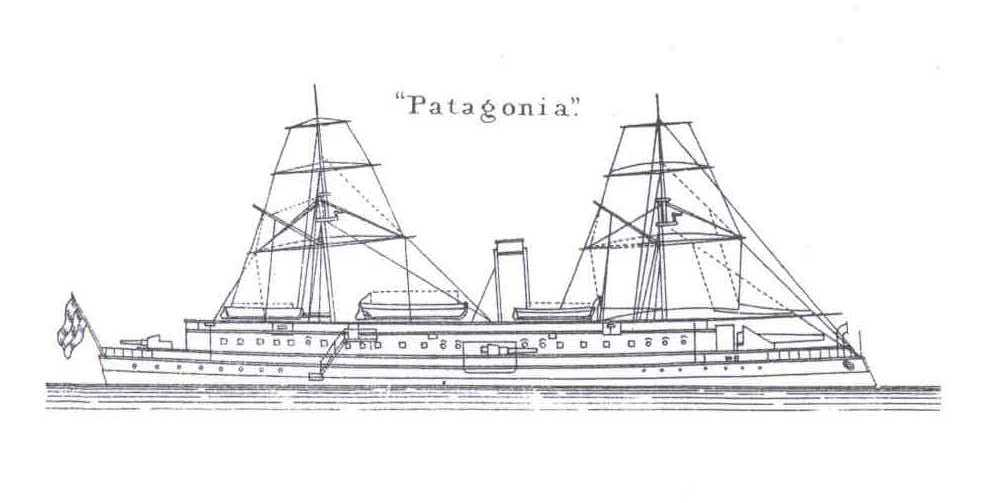
Profilo dell'incrociatore corazzato ARA Patagonia apparso su Brassey's Naval Annual del 1888.

Nel 1885 la Armada Argentina ordinò, al costo di 100.000 sterline, la costruzione di un moderno incrociatore corazzato, designato ARA Patagonia, presso lo Stabilimento Tecnico Triestino di Trieste, allora facente parte dell'Impero austro-ungarico. L'unità venne impostata sullo scalo il 3 aprile 1885, varato nel 1886, e consegnato il  19 novembre dello stesso anno. Al comando del colonnello della marina Augusto Laserre la nave salpò da Trieste il 20 gennaio 1887, e via Gibilterra, arrivò a Buenos Aires il 28 febbraio, dove Lasarre, promosso commodoro, cedette il comando al capitano Juan Cabassa.

## Descrizione tecnica
Il Patagonia era un incrociatore corazzato con scafo in acciaio rivestito in legno, e torre di comando corazzata. La propulsione era affidata a 5 caldaie cilindriche e due macchine orizzontali, alimentate a carbone la cui dotazione di 350 tonnellate permetteva un raggio d'azione di 3.500 miglia nautiche. La velocità massima raggiungibile era di 14 nodi.
Il suo armamento consisteva in un cannone Armstrong BLR da 254/33 mm in posizione anteriore, del peso di 27,5 tonnellate, con caricamento dalla  culatta, sistema idraulico per ridurre il rinculo e per il trasporto delle munizioni; un cannone Armstrong K da 152/31 mm a poppa, del peso di 5 tonnellate, caricamento dalla culatta; due cannoni Armstrong K da 152/31 mm, del peso di 5 tonnellate, caricamento dalla culatta, posizionati, uno per lato, in apposite postazioni. Completavano l'armamento quattro cannoni Armstrong da 87,5 mm (2 per lato), due cannoni Armstrong da 62,5 mm (uno per lato); quattro mitragliatrici Nordenfeldt a quattro canne e sei mitragliatrici "Gardner" a due canne. Tutti i pezzi d'artiglieria erano posizionati su affusti Vavasseur, e dotati di appositi scudi protettivi in acciaio. La protezione del ponte raggiungeva i 32 mm, quella dello scudo dei cannoni principali i 102 mm, e quella della torre di comando i 38 mm.
L'unità aveva un innovativo sistema interno di illuminazione elettrica composto da 80 lampade "Edison" da 8 e 16 candele, e all'esterno disponeva di due proiettori "Careéis".
Completavano la dotazione due lance a vapore e cinque imbarcazioni a remi.

## Impiego operativo
Giunto in Argentina fu assegnato alla 1ª Divisione navale, e nel 1888 trasportò l'ambasciatore argentino nella capitale dell'Uruguay, Montevideo. Nel 1890, con lo scoppio della Rivoluzione del Parco, si unì a rivoltosi sotto il comando del tenente di vascello Ramon Lira, bombardando con la propria artiglieria la sede del governo (27-28 luglio). L'intervento della navi straniere arrivate da Riachuelo, che si interposero tra i contendenti, portarono alla stipula di un armistizio, che di fatto pose fine alla rivoluzione. Nel 1894 fu integrato nella 2ª Divisione navale, con gli incrociatori "25 de Mayo" e "9 de Julio", e l'anno successivo prese parte alla manovre navali. Tra gennaio e febbraio 1902 partecipò attivamente alle grandi manovre navali compiute quell'anno, facente parte del 3ª Divisione navale al comando del tenente di vascello José Moneta, inquadrata nella squadra navale agli ordini del contrammiraglio Manuel José García-Mansilla. Tali manovre prevedevano la difesa della navigazione nel Rio della Plata e vennero portate a termine con successo. Nel dicembre 1902 l'unità fu posta in disarmo, e nel 1904 venne sottoposta a lavori di modifica a  Rio Santiago che comportarono lo sbarco di tutto l'armamento, che fu sostituito da uno composto da un cannone da 152/40 a prua, 1 da 120/40 a poppa e 4 da 76/40 mm, due per lato. L'impianto propulsivo originario fu sostituito da nuove macchine anch'esse alimentate a carbone. Nel 1909 fu declassato a cannoniera, prestando servizio in tale ruolo fino al 1 dicembre 1916.
Tra il 1917 e il 1919 il Patagonia fu trasformato in nave da trasporto, ricevendo importanti modifiche. Tutto l'armamento venne sbarcato, l'impianto propulsivo fu sostituito con due caldaie alimentate a petrolio che garantivano una potenza di 500 CV velocità massima di 10 nodi, furono costruite sovrastrutture atte a ospitare passeggeri e truppe. Le dimensioni erano di 68.40 metri di lunghezza, 10 metri di larghezza, 7,60 metri di altezza e 3,10 m eid immersione. Durante tale compito eseguì due viaggi tra Buenos Aires e Ushuaia fino al 1925, quando alcune ispezioni consigliarono la sua definitiva alienazione. Radiata definitivamente il 17 settembre 1927 fu trasformata in un pontile galleggiante a , e nel 1935 fu dato in prestito al Club de Regatas Uruguay, e trasferito a rimorchio a Concepción del Uruguay, dove arrivò il 9 marzo 1936.
Assegnato permanentemente a tale Club nel 1968, fu venduto per la demolizione agli Aceros Bragado di Buenos Aires nel 1973.

### Annotazioni
1. ↑  Tale acquisto venne aspramente criticato, in quanto all'epoca la K.u.k. Kriegsmarine faceva costruire molte delle sue navi nei cantieri britannici.
2. ↑  La nave trasportava 263 tonnellate di petrolio.

### Fonti
1. 1 2 3 4 5 6  Navypedia.
2. 1 2 3 4 5 6 7 8 9 10  Histamar.
3. 1 2 3 4  Histamar.
4. 1 2 3 4 5  Histamar.